# Dagmar Freudenberg
Dagmar Freudenberg (geb. 1952 als Dagmar Lücke) ist eine deutsche Juristin und langjährige Staatsanwältin. Bekanntheit erlangte sie durch ihr Engagement in den Bereichen Gewaltprävention und Opferschutz, einen Rechtsstreit mit Jörg Kachelmann sowie einen 2010 bekannt gewordenen Briefwechsel mit Erich Kästner.

## Leben

### Berufliche Tätigkeit und ehrenamtliches Engagement
Dagmar Freudenberg studierte Rechtswissenschaften in Göttingen, wo sie auch ihr Referendariat absolvierte. Seit 1978 war sie dort zunächst als Richterin tätig. Im Jahr 1980 wechselte sie zur Staatsanwaltschaft, wo Jugend - und Sexualstrafrecht sowie Häusliche Gewalt ihre Arbeitsschwerpunkte waren. Seit 2009 war Freudenberg Referentin im Niedersächsischen Justizministerium. Hier waren Häusliche Gewalt, Opferschutz und Stalking ihre wichtigsten Themen. Unter anderem entwickelte sie ein Konzept für Psychosoziale Prozessbegleitung und schuf eine Fachstelle Opferschutz. 2017 wurde sie pensioniert.
Im Jahr 2007 war Freudenberg Gründungsmitglied des Vereins Wege ohne Gewalt Göttingen (WoGe) e.V. Dieser widmet sich der Täterarbeit in Fällen von Häuslicher Gewalt. Tätern wird ermöglicht, gewalttätige Verhaltensmuster auf therapeutischem Weg zu überwinden. Beim Deutschen Juristinnenbund leitete sie in den Jahren 2001 bis 2017 die Kommissionen Gewalt gegen Frauen und Kinder sowie  Strafrecht. Seit 2018 ist sie dort Vorsitzende der Kommission für die Istanbul-Konvention. 2016 übernahm sie den Vorsitz des AWO-Kreisverbandes Göttingen, der 2021 mit dem von Northeim fusionierte.

### Rechtsstreit mit Jörg Kachelmann
Im Jahr 2010 kam es zu einem spektakulären Strafverfahren gegen den TV-Moderator Jörg Kachelmann. Seine ehemalige Geliebte Claudia D. warf ihm Vergewaltigung und Gefährliche Körperverletzung in mehreren Fällen vor. Am 31. Mai 2011 sprach das Landgericht Mannheim Kachelmann in allen Anklagepunkten frei, dieser Freispruch wurde Anfang Oktober 2011 rechtskräftig.
In einem Gastbeitrag für die FAZ vom 28. Juli 2011 sprach Freudenberg von Claudia D. als der „Geschädigten im Kachelmann-Prozess“ und an anderer Stelle von „Opfern in weniger bekannten Verfahren“. Auf Antrag von Jörg Kachelmann erließ das Landgericht Köln eine Einstweilige Verfügung, welche Freudenberg untersagte, das Wort Opfer in diesem Zusammenhang weiter zu verwenden. Dagegen legte sie Widerspruch ein. In einer mündlichen Verhandlung versuchte sie, ihre Aussagen zu relativieren und verwies außerdem darauf, dass der Freispruch bei Erscheinen des Artikels noch nicht rechtskräftig gewesen war. Die Richter deuteten jedoch an, dass sie zugunsten von Kachelmann entschieden würden. Daraufhin zog Freudenberg ihren Widerspruch zurück und gab eine Unterlassungserklärung ab. Die Fortsetzung des Prozesses in der nächsten Instanz sei mit einem für sie nicht tragbaren Kostenrisiko verbunden.

### Privates
Freudenberg ist verwitwet und Mutter von zwei erwachsenen Kindern.

### Briefwechsel mit Erich Kästner
Im Jahr 1969 schrieb Freudenberg, die damals Dagmar Lücke hieß und die 11. Klasse eines Mädchengymnasiums in Hameln besuchte, einen Brief an Erich Kästner. Hintergrund war ein Referat, welches jede Schülerin im Deutschunterricht über ihren Lieblingsautor halten musste. Dagmar Lücke fragte den Schriftsteller, ob und inwieweit dessen Roman Fabian Bezüge zu seinem Leben enthalte. Kästner bejaht dies, hält solche Bezüge für quasi unvermeidlich. Völlig falsch sei es aber, aus einem literarischen Werk das Leben seines Autors rekonstruieren zu wollen. Dies führe zwangsläufig zu Fehldeutungen. In Anspielung auf Emil und die Detektive resümiert Kästner: „Biographische Detektive sind auf dem Holzwege“. In einem am 19. August 2010 erschienenen Artikel druckte das Göttinger Tageblatt die gesamte Antwort ab.

## Mitgliedschaften (Auswahl)
- Arbeiterwohlfahrt
- Deutscher Juristinnenbund
- Deutscher Richterbund
- SPD
- Wege ohne Gewalt Göttingen (WoGe) e.V.